# ジェフ・ベネット
ジェフ・ベネット（Jeff Bennett、1962年10月2日）は、アメリカ合衆国の男性声優。カリフォルニア州バーバンク出身。代表作は『ジョニー・ブラボー』（ジョニー･ブラボー役）や『ガーゴイルズ』（ブルックリン、マリブ役）など。本名のジェフ・グレン・ベネット（Jeff Glen Bennett）名義での出演もある。

## 受賞・ノミネート歴
- アニー賞
  - 1995年声優賞『ジョニー・ブラボー』（ジョニー・ブラボー役）[1]
  - 1997年男性声優賞テレビアニメ部門候補『ジョニー・ブラボー』（ジョニー・ブラボー役）[1]
  - 2011年声優賞テレビアニメ部門候補『ファンボーイ・アンド・チャム・チャム』（ネクロノミコン役）[1]
  - 2012年声優賞テレビアニメ部門受賞『ザ・ペンギンズ from マダガスカル』（コワルスキー役）[1]
- DVDプレミアアワード
  - 2003年度アニメーション・キャラクター・パフォーマー賞候補『トムとジェリー魔法の指輪』（トム）[1]
  - 2003年度オリジナルソング賞候補『リトルフット 海への大冒険』（Imaginary Friend歌唱）[1]
- デイタイム・エミー賞
  - 2012年演技賞アニメ番組部門候補『ザ・ペンギンズ from マダガスカル』（コワルスキー役）[1]

## 出演作品

### テレビアニメ
- アニマニアックス（バロニー、アンリ三世）
- アラジンの大冒険（アマール）
- おさるのジョージ（黄色いぼうしのおじさん、レンキンス、アインシュタイン博士、ウィント、ステュー、ロドニー、レスリー、アーガー）
- ガーゴイルズ（ブルックリン、マリブ、メイガス、オーエン・バーネット、ヴィニー）
- アフロサムライ（八郎）
- アメリカン・ドラゴン（ハンツマン、ジョナサン・ロング）
- ウィッチ -W.I.T.C.H.-（トラッカー）
- オジー&ドリックス（ドリックス）
- キャプテン・プラネット
- キャンプ・ラズロ（ラージ）
- クラス・オブ・ミュージック!（ルナ校長）
- KND ハチャメチャ大作戦（ミスター・ボス、他）
  - KND ハチャメチャ大作戦 オペレーションZ.E.R.O.（ミスター・ボス、他）
- ザ・バットマン（キラー・モス、ラグドール、D.A.V.E.）
- ザ・ペンギンズ from マダガスカル（コワルスキー）
- サムライジャック（エイリアン、男、男B、男2）※本名名義
- ザ・リプレイス 大人とりかえ作戦（シェルトン）
- ジャスティス・リーグ（ナチスの科学者）
- ジャッキー・チェン・アドベンチャー（ウェスリー・ランク）
- ショーリン・ショーダウン（クレイ・ベイリー、マスター・モンク・ガン）
- ジョニー・ブラボー（ジョニー・ブラボー、子供、プロデューサー）
- スーパーマン（若い医者）
- スーパー・ロボット・モンキー・チーム・ハイパーフォース GO!（ロボット）
- スペクタキュラー・スパイダーマン（ショッカー）
- タイニー・トゥーンズ（ケビン・コスナー）
- ターザン（ポーター教授）
- ティーン・タイタンズ（テレビ司会者、スパイ）
- デクスターズラボ（パパ、大人デクスター）※本名名義
- トータリー・スパイズ!（アナウンス）
- トランスフォーマー アニメイテッド（プロール、ウルトラマグナス、サウンドウェーブ、ミックスマスター、ファンゾーン警部、アングリー・アーチャー）※本名名義
- バーバリアン・デイブ（ストーリーテラー）
- ハウス・オブ・マウス（シェルビー、デニス・ザ・ダック、マジカル・マウス、七面鳥、トード氏）
- バットマン（H.A.R.D.A.C、ジャック・ライダー/クリーパー、父親）
- バットマン・ザ・フューチャー（男）
- バットマン:ブレイブ&ボールド（ジョーカー、バットマンの歌声、レッド・フード、キャプテン・マーベル）
- パワーパフガールズ（エース、ビッグ・ビリー、グラバー、メイジャーマン）
- 101匹わんちゃん（ロジャー・ラドクリフ）
- ビリー&マンディ（アダム、エイリアン1、ネズミ、警察官、男1、他）
- ピンキー&ブレイン（ジム、他）
- ファミリー・ガイ（アナウンス）
- ファンボーイ・アンド・チャム・チャム（ネクロノミコン）
- フォスターズ・ホーム（ベンディ）
- ブランディ アンド Mr.ウィスカーズ（Mr.ツー、Mr.スリー、他）
- ベン10:エイリアンフォース（アズマス）
  - ベン10:アルティメットエイリアン（アズマス）
- Megas XLR（ゼレク）
- ラマだった王様 学校へ行こう!（バート、イピ、防犯カメラ、パピー）
- リトルフット（ピートリー）
- リトル・マーメイド（エリック）
- リロ・アンド・スティッチ ザ・シリーズ（ハムスターヴィール博士、スリック）
- LEGO スター・ウォーズ/フリーメーカーの冒険（プルームストライカー、イグナシオ・ワータン）

### 劇場アニメ
- アフロサムライ:レザレクション（ブラザー3）
- アステリックスとヴァイキング（パノラミックス、ナレーター）
- 紅の豚
- ゲド戦記
- バットマン/マスク・オブ・ファンタズム（ヘリコプターのパイロット）
- パワーパフガールズ・ムービー（エース）
- フィリックス・ザ・ムービー（教授）
- ホーホケキョ となりの山田くん
- 耳をすませば
- ライオン・キング（ザズー）※スペシャル・エディション追加部分

### OVA
- アラジン完結編 盗賊王の伝説（ソーイング）
- ガーゴイルズ ザ・ムービー（ブルックリン、メイガス、ヴィニー）
- ザ・バットマンVSドラキュラ（アーカム・アサイラムの患者）
- 史上最強のグーフィー・ムービー Xゲームで大パニック!（ブラッドリー）
- ターザン&ジェーン（ポーター教授）
- DISNEY PRINCESS おとぎの国のプリンセス/夢を信じて（サルタン）
- ティンカー・ベル（クランク）
- トムとジェリー魔法の指輪（トム、ドルーピー、ジョーイ）
- 101匹わんちゃん Go Go! ダルメシアン!!（ロジャー・ラドクリフ）
- ライオン・キング3 ハクナ・マタタ（アイアン・ジョー）
- ラマになった王様2 クロンクのノリノリ大作戦（バート、イピ）
- リトルフットシリーズ（ピートリー）
  - リトルフット 赤ちゃん恐竜の大冒険
  - リトルフット いんせきに気をつけろ
  - リトルフット クビナガ恐竜がやってきた
  - リトルフット はっぱ食い虫で大災難
  - リトルフット 龍の岩の伝説
  - リトルフット ちびっこダイナソーと魔法の石
  - リトルフット アイス・フリーズ
  - リトルフット 海への大冒険
  - リトルフット ベスト・オブ・フレンズ
  - リトルフット ムーサウルスを救え!
  - リトルフット12
  - リトルフット13
- リトル・マーメイドIII はじまりの物語（ベンジャミン）
- スティッチ!ザ・ムービー（ハムスターヴィール博士）
- リロイ&スティッチ（ハムスターヴィール博士）
- わんわん物語II（トランプ）

### ゲーム
- キングダム ハーツ（スミー、町長、バレル）
- キングダム ハーツII（マーリン、ルミエール、バレル）
- サムライジャック・シャドー・オブ・ザ・アク（ジャックの父、カミ、子供）
- スター・ウォーズ ジェダイ・スターファイター（ドゥークー伯爵）
- スパイロの伝説シリーズ
  - スパイロの伝説：新しい始まり（シリル、フラッシュ、モール・ヤイル）
  - スパイロの伝説：永遠の夜 （シリル、スクラッチ、モール・ヤイル、追加の声）
  - スパイロの伝説：ドラゴンの夜明け（シリル、追加の声）
- トランスフォーマー アニメイテッド・ザ・ゲーム（プロール）
- バルダーズ・ゲート

### 映画
- ジャッカー（トルーパー・ナンバー2）
- 魔法にかけられて（ピップ（アンダレーシア）の声）

### ビデオ映画
- ドクター・ドリトル ザ・ファイナル（プリンセスの声、ロッコーの声、カエルの声、馬の声）